# Municipio Yacuiba
Das Municipio Yacuiba liegt im Departamento Tarija im südamerikanischen Anden-Staat Bolivien.

## Lage im Nahraum
Das Municipio Yacuiba ist das mittlere der drei Municipios der Provinz Gran Chaco. Es grenzt im Osten und Norden an das Municipio Villamontes, im Westen an das Municipio Caraparí und im Süden an die Republik Argentinien.
Hauptstadt des Municipios ist die Grenzstadt Yacuiba mit 61.844 Einwohnern (2012) im Süden des Municipios.

## Geographie
Das Municipio Yacuiba hat ein warm-gemäßigtes Klima mit einer ausgesprochenen Regenzeit von Dezember bis März mit gleichmäßig hohen Temperaturen, und einer Trockenzeit im Südwinter von Juni bis September mit warmen Tages- und kühlen Nachttemperaturen.
Gemäß der Klimaklassifikation von Köppen-Geiger ist das Klima von Yacuiba feucht-subtropisch (Cwa-Klima).
Das Municipio wird an der Grenze zum benachbarten Municipio Villamontes vom Río Pilcomayo durchflossen.

## Bevölkerung
Die Einwohnerzahl des Municipio Yacuiba ist zwischen 1992 und 2024 auf mehr als das Doppelte angestiegen:
| Jahr | Einwohner | Quelle       |
| ---- | --------- | ------------ |
| 1992 | 47.288    | Volkszählung |
| 2001 | 83.518    | Volkszählung |
| 2012 | 91.998    | Volkszählung |
| 2024 | 97.577    | Volkszählung |

Die Bevölkerungsdichte des Municipio bei der letzten Volkszählung von 2024 betrug 24,1 Einwohner/km², der Anteil der städtischen Bevölkerung ist 69,7 % (2012).
Die Lebenserwartung der Neugeborenen lag im Jahr 2001 bei 66,7 Jahren. Der Alphabetisierungsgrad bei den über 19-Jährigen beträgt 88 Prozent, und zwar 94 Prozent bei Männern und 82 Prozent bei Frauen (2001).

## Politik
Ergebnis der Regionalwahlen (concejales del municipio) vom 4. April 2010:
| Wahl- berechtigte |  | Wahl- beteiligung | gültige Stimmen |  | PAN    | PAIS   | MAS-IPSP | CC     | MSM   | DECIDE |
| ----------------- |  | ----------------- | --------------- |  | ------ | ------ | -------- | ------ | ----- | ------ |
| 67.754            |  | 55.013            | 49.114          |  | 12.870 | 7.735  | 5.111    | 3.061  | 1.398 | 442    |
|                   |  | 81,20 %           | 89,28 %         |  | 42,0 % | 25,3 % | 16,7 %   | 10,0 % | 4,6 % | 1,4 %  |

Ergebnis der Regionalwahlen (elecciones de autoridades políticas) vom 7. März 2021:
| Wahl- berechtigte |  | Wahl- beteiligung | gültige Stimmen |  | MAS-IPSP | COMUNIDAD POR TODOS | UNIDOS POR TARIJA | MTS    | ISA    |
| ----------------- |  | ----------------- | --------------- |  | -------- | ------------------- | ----------------- | ------ | ------ |
| 28.640            |  | 22.569            | 20.571          |  | 19.399   | 13.161              | 12.814            | 2.239  | 815    |
|                   |  | 78,80 %           | 91,15 %         |  | 39,50 %  | 26,80 %             | 26,09 %           | 4,56 % | 1,66 % |

## Gliederung
Das Municipio hat eine Fläche von 4.054 km² und unterteilt sich in folgende Kantone (cantones):
- 06-0301-01 Kanton Yacuiba – 53 Ortschaften – 74.929 Einwohner (2012)
- 06-0301-02 Kanton Caiza – 60 Ortschaften – 14.094 Einwohner
- 06-0301-03 Kanton Aguayrenda – 7 Ortschaften – 2.975 Einwohner

## Ortschaften im Municipio Yacuiba
- Kanton Yacuiba
  - Yacuiba 61.844 Einw. – Campo Grande 2246 Einw. – San Isidro 1346 Einw. – Lapachal Alto 1039 Einw. – Campo Pajoso 1012 Einw. – Crevaux 985 Einw. – Independencia La Grampa 642 Einw. – La Grampa 556 Einw.

- Kanton Caiza
  - Villa El Carmen 1813 Einw. – El Brial 1405 Einw. – Yaguacua 1323 Einw. – Tierras Nuevas 1039 Einw. – Sanandita 712 Einw. – Sachapera 561 Einw. – Caiza „J“ 502 Einw. – Bagual 327 Einw. – Villa Ingavi 175 Einw.

- Kanton Aguayrenda
  - Palmar Chico 1766 Einw.